# Martina Keller (Journalistin)
Martina Keller (* Februar 1960 in Bochum) ist eine deutsche Medizinhistorikerin und Autorin. Ihr Schwerpunkt ist die investigative Recherche zu Themen wie Organhandel, Alternativmedizin und Sterbehilfe. Mehrere ihrer Arbeiten wurden ausgezeichnet.

## Leben
Martina Keller lebt in Hamburg. Sie studierte Geschichte und Philosophie in Bochum und Göttingen und spezialisierte sich auf Medizingeschichte. Unter anderem arbeitete sie zur Geschichte der Medikamentenentwicklung, der Gewebemedizin, der ersten Herztransplantation und der Rolle des Mediziners Ferdinand Sauerbruch während der NS-Zeit.
2012 gehörte Martina Keller einem Team des International Consortium of Investigative Journalists an, das über Verflechtungen des internationalen Leichenhandels recherchierte. Auch hat sie Versuche pharmazeutischer Unternehmen aufgedeckt, Selbsthilfegruppen durch Sponsoring zu beeinflussen und Ärzte durch gesponserte Fortbildungen zu manipulieren. Als Gutachterin unterstützt sie medien-doktor.de, eine Initiative der TU Dortmund für mehr Qualität im Medizinjournalismus. Zudem unterstützt sie durch regelmäßige Mitarbeit die Zeitschrift Bioskop, deren Schwerpunkt biomedizinische Themen sind.
Als Redakteurin war sie beim Magazin Öko-Test tätig. Als freie Journalistin schrieb Keller für Printmedien wie Die Zeit, GEO, Frankfurter Allgemeine Sonntagszeitung und Der Spiegel. Keller ist Autorin von Radio-Features für öffentlich-rechtliche Sender wie WDR, SWR, Deutschlandradio und Deutschlandfunk. Sie war Ko-Autorin zweier Dokumentarfilme für das WDR-Fernsehen.
Martina Kellers private Leidenschaft ist der Fußball, den sie auch als über 60-Jährige in der Frauen-Ligamannschaft von Union 03 Altona noch selbst ausübt. Zu diesem Thema verfasst sie ebenfalls Reportagen und Features. In ihrem persönlichen Buch zu den Fußball-Europameisterschaften der Frauen 2022 in England beschreibt sie ihren persönlichen Weg zum Spiel.

## Monografie
- Ran ans Leder! Bekenntnisse einer Fußballverrückten. Eine Liebeserklärung an den Fußball. Verlag Droemer HC 2022, ISBN 978-3-426-27853-6.[23]
- Ausgeschlachtet – Die menschliche Leiche als Rohstoff. Econ Verlag 2008, ISBN 9783430200400.

## Auszeichnungen
- 2025: Erster Preis des Fritz-Schösser-Medienpreises 2024 der AOK für das Radiofeature „Lauterbachs Revolution? – Doku über den Kampf gegen die Krankenhausreform“[24]
- 2023: Medienpreis für Wissenschaftsjournalismus der Deutschen Gesellschaft für Psychiatrie und Psychotherapie, Psychosomatik und Nervenheilkunde (DGPPN) für „Zero Suicide. Wie viele Selbsttötungen können wir verhindern?“[25]
- 2022: Hans-Rost-Preis der Deutschen Gesellschaft für Suizidprävention[26]
- 2020: Journalistenpreis „Evidenzbasierte Medizin in den Medien“ des Deutschen Netzwerks Evidenzbasierte Medizin für ARD-Radiofeature „Übertherapie am Lebensende“, vom WDR produziert und im Februar 2019 deutschlandweit ausgestrahlt[27]
- 2018: Deutscher Journalistenpreis Neurologie der Deutschen Gesellschaft für Neurologie der Kategorie „Elektronische Medien“ für Der Fall Methadon vom 8. April 2018[28]
- 2012: Georg von Holtzbrinck-Preis für Wissenschaftsjournalismus[29]
- 2012: Hofschneider-Recherchepreis für Reportage über Sterbehilfe in Belgien[30]
- 2010: Featurepreis der Stiftung Radio Basel für Der Fall des Chirurgen Broelsch[31]
- 2010: Goethe-Preis für wissenschafts- und hochschulpolitischen Journalismus (3. Platz)[32]
- 2006 Publizistik-Preis der Stiftung Gesundheit[33]
- 2003: Elisabeth-Selbert-Preis[34]
- 2001: Journalistenpreis des Bund Lesbischer und Schwuler JournalistInnen für „Ich liebe dich, Daddy!“ – Über Homosexualität in Namibia im Deutschlandfunk[35]